# Onze-Lieve-Vrouw-van-Barmhartigheidkapel
De Onze-Lieve-Vrouw-van-Barmharigheidkapel is een bedevaartkapel in het tot de West-Vlaamse gemeente Alveringem behorende dorp Izenberge, gelegen aan de Izenbergestraat.
Het is een eenbeukig georiënteerd bakstenen kerkje dat parallel aan de straatweg ligt. Het werd gebouwd van 1653-1663 en in 1863 werd een sacristie aangebouwd.
De kapel heeft brede ramen voorzien van korfbogen. In 1985 werd de kapel geklasseerd als monument.
Van 1772-1778 werd het interieur vormgegeven in classicistische stijl. De lambrisering toont onder meer medaillons met de portretten van kerkvaders. Er is een schilderij: Kroning van Onze-Lieve-Vrouw met musicerende engelen van Vigor Boucquet, en er zijn zes schilderijen van J. Roeland (1667) die wonderen verbeelden. Uit de 16e eeuw stamt een gepolychromeerd Mariabeeld.
Het orgel werd gebouwd door A.J. Berger in 1773. Diverse vernieuwingen volgden. In 1905 werd het binnenwerk verwijderd en overgebracht naar de Sint-Mildredakerk, eveneens te Izenberge. In 1969 werd een nieuw binnenwerk aangebracht. De orgelkast is nog in originele staat. Het orgel werd in 2009 als monument geklasseerd.